# Darceta haenschi
Darceta haenschi là một loài bướm đêm trong họ Noctuidae.